# 박경삼 (대학 교수)
박경삼은 대한민국의 교수이다.

## 학력
- 한국외국어대학교
- 미국 캘리포니아 대학교(UCLA) BFA
- 미국 콜롬비아 대학교 대학원(School of the Art) MFA

## 경력
- TBC/MBC-TV : 영상기자, 다큐멘터리 PD
- CF 감독
- 월남전선뉴스 종군기자(국방부 국군영화제작소)
- 한국영상개발연구소 이사장
- 한국애니메이션학회 고문
- 2002년 월드컵공식기록영화 총감독
- 한국애니메이션고등학교(공립) 2대 교장
- 명지대학교/명지전문대학 교수
- 2007년 제 1회 UCC영상공모전 심사위원장[4]
- 광운대 정보통신대학원 교수
- 2010년 중국 상하이 엑스포 한국관 주제 영상 제작 총괄 자문[3]
- 2018년평창동걔올림픽 조직위원회 자문위원
- 서울종합예술학교 석좌 교수

## 생애
2001년 한국 첫 창작 오페라 《견우직녀》를 발견하였다.

## 작품
- CF 1000여 편 감독 : 브라보콘, 롯데제과, 한국화장품, LG패션 시리즈 등
- 방송보도다큐멘터리 《카메라의 눈》 외 200여 편 연출 및 촬영
- 프로모션 영상 《KTX》 외 100여 편 제작 및 감독
- 극영화 《애니깽》 외 10여 편 제작

## 상훈
- 대한민국 방송대상 2회
- 대한민국 광고대상 3회
- 뉴욕 광고대상 그랑프리 1회
- 국제스포츠영화상 1회